# ○○の父一覧 ら行
○○の父一覧 ら行（まるまるのちちいちらん らぎょう）は、ウィキペディア日本語版の記事「○○の父一覧」に存在する「〇〇の父」と比喩的に呼ばれている人物の内、ら行に分類される人物の一覧である。

## ら
- トゥンク・アブドゥル・ラーマン - マレーシア建国の父[1]
- ヨハン・フィリップ・ライス - father of the telephone（電話の父）[2]
- アントワーヌ・ラヴォアジエ - 近代化学の父[3][4]
- ポール・ラ・クール - 風力発電の父[5][6]
- アーネスト・ラザフォード - 原子物理学の父[7][8]
- ジェフ・ラスキン - マックの父、Macintoshの父[9][10]
- ハワード・A・ラスク - リハビリテーションの父[11][12]
- クヌート・ラスムッセン - エスキモー学の父[13][14]
- ベンジャミン・ラッシュ - アメリカ精神医学の父[15][16]
- ポール・ラッシュ - アメリカンフットボールの父、日本フットボールの父、清里開拓の父[17][18][19][20]
- R・J・ラッシュドゥーニー - father of Christian Reconstructionism（キリスト教再建主義の父）[21]
- パトリック・ラッセル - インド産ヘビ研究の父[22]
- ジャロン・ラニアー - VRの父[23][24]
- ロバート・ウォルドーフ・ラブレス - 近代カスタムナイフの父[25]
- ジャン=ジョセフ・ラベアリベロ - マダガスカル現代文学の父[26][27]
- ヴィチェンテ・ラマ - Father of the Cebu City （セブ市の父）[28][29]
- ベルナルディーノ・ラマツィーニ - 産業医学の父[30][31]
- ヘンリー・ラムゼイ - 公衆衛生医の父[32][33]
- ランガナタン - インド図書館学の父、図書館学の父[34][35]
- ロレンゾ・ラングストロス（英語版） - 近代養蜂の父[36]
- レオポルト・フォン・ランケ - 近代歴史学の父[37][38]

## り
- ティモシー・リアリー - サイケデリック革命の父[39][40]
- アイビー・リー - PRの父、パブリック・リレーションズの父、現代広報の父[41][42][43][44]
- ウィリアム・C・リー - 米陸軍空挺隊の父[45]
- ルイス・リーキー - アフリカの人類学の父[46][47]
- リー・クアンユー - シンガポール建国の父[48][49]
- スタン・リー - マーベルの父[50][51]
- アルフレッド・リード - 吹奏楽の父[52][53]
- ユストゥス・フォン・リービッヒ - 農芸化学の父、有機化学の父[54][55][56]
- デヴィッド・リカード - 近代経済学の父[57]
- 力道山（りきどうざん） - 日本のプロレスの父[58][59]
- ホセ・リサール - フィリピン独立の父[60][61][62]
- シャルル・ロベール・リシェ - father of anaphylaxis（アナフィラキシーの父）[63]
- 李春生（リ・シュンセイ） - 台湾茶業の父[64][65]
- フランツ・リスト - 現代音楽の父[66]
- フリードリッヒ・リスト - ドイツ鉄道の父[67][68]
- 李大釗（リ・タイショウ） - 中国マルクス主義の父[69][70]
- 李柱銘（リ・チュウメイ） - 香港民主化の父、香港民主主義の父[71][72]
- ハイマン・G・リッコーヴァー - 原子力潜水艦の父、原潜の父、Father of the Nuclear Navy（核海軍の父）[73][74][75]
- カール・リッター - 近代地理学の父、ドイツ近代地理学の父[76][77][78]
- デニス・リッチー - UNIXの父、father of C programming language（C言語の父）[79][80][81]
- ウォルター・リップマン - 現代ジャーナリズムの父[82][83]
- リチャード・リディコット - 現代宝石学の父[84][85]
- 李登輝（リ・トウキ） - 台湾民主化の父[86][87]
- フェルディナント・フォン・リヒトホーフェン - 近代地形学の父[88]
- 廖一久（英語版） （リャオ・イーチュウ） - 台湾のエビ養殖の父、ウシエビの父[89][90][91]
- 梁扶初（リャン・フーチュウ） - 中国野球の父[92][93]
- ラモン・リュイ - カタルーニャ語の父[94][95]
- 劉家昌（リュウ・カショウ） - 華語流行音楽の父[96]
- 劉華清（リュウ・カセイ） - 中国近代海軍の父[97][98]
- 劉国松（リュウ・コクショウ） - 現代水墨画の父[99][100]
- リュミエール兄弟 - 映画の父[101][102]
- ジャン＝バティスト・リュリ - フランス・バロック・オペラの父[103]
- エイブラハム・リンカーン - 民主主義の父、現代民主主義の父[104][105]
- カール・フォン・リンネ - 分類学の父[106][107]
- スヴェン・リンマン（英語版） - 金属材料の父、the father of the Swedish mineralogy（スウェーデン鉱物学の父）[108][109]

## る
- アンディ・ルービン - アンドロイドの父[110][111]
- ユーハン・ヘルミク・ルーマン - スウェーデン音楽の父[112]
- ハンス・ピーター・ルーン - ビジネスインテリジェンスの父[113]
- ル・コルビュジエ - 近代建築の父[114][115]
- ジャン＝ジャック・ルソー - 近代の父[116][117]
- カール・ルドルフィ - father of helminthology（寄生蠕虫学の父）[118][119]
- ガストン・ルノートル（英語版） - フランス菓子界の父[120][121]

## れ
- アントニ・ファン・レーウェンフック - 微生物学の父、顕微鏡学者の父[108][122][123]
- ウラジーミル・レーニン - ソ連建国の父、二十世紀共産主義運動の父[124][125][126]
- アントニン・レーモンド - 日本の近代建築の父[127][128]
- ジョン・レイ - father of natural history in Britain（イギリス博物学の父）[129]
- イサベロ・デ・ロス・レイエス（英語版） - フィリピン労働運動の父[130]
- レイモンド・チョウ - 香港映画の父[131][132]
- クロード・レヴィ＝ストロース - 構造主義の父[133][134]
- クルト・レヴィン - 社会心理学の父[135][136][137]
- ケネス・レクスロス（英語版） - ビート詩人の父、ビートの父[138][139]
- イワン・レンドル - The Father of Modern Tennis（現代テニスの父）[140][141]

## ろ
- オスカー・ロイテルスバルト - 不可能図形の父[142][143][144]
- ラーム・モーハン・ローイ - 近代インドの父、インド・ルネサンスの父[145][146]
- ヘンリー・ローリンソン - アッシリア学の父[147][148]
- ウィリアム・ロクスバラ - The Father of Indian Botany（インド植物学の父）[149]
- 魯迅（ろじん） - 中国近代文学の父[150][151]
- カール＝グスタフ・ロスビー - 近代気象学の父[152][153]
- オーギュスト・ロダン - 近代彫刻の父[154][155]
- ジョン・ロック - 民主主義の父[156]
- ロベルト・ロッセリーニ - ヌーヴェル・ヴァーグの父、フランスのヌーヴェルヴァーグの父[157][158]
- チャールズ・ロバーツ - the father of modern wargaming（近代ウォーゲーミングの父）、The Father of board wargaming（ボードウォーゲームの父）[159][160]
- シャーバン・ビン・ロバート（英語版） - 現代スワヒリ語文学の父、Father of Kiswahili literature（スワヒリ語文学の父）[161][162]
- ジャン・ウジェーヌ・ロベール＝ウーダン - 近代奇術の父[163][164]
- ジョージ・A・ロメロ - ゾンビ映画の父[165][166]
- ジョン・ロメロ - FPSの父[167][168]
- フランシスコ・ロメロ - the father of bullfighting（闘牛の父）[169]
- プロフェッサー・ロングヘア - ファンクの父[170][171]
- チェーザレ・ロンブローゾ - 近代犯罪学の父、犯罪人類学の父、犯罪学の父[172][173][174]